# 周滄淵
周滄淵（1936年9月14日—2013年3月29日），臺灣基隆市人，基隆市議會第七、八屆市議員、第六到第九屆臺灣省議員、民進黨創黨十八人之一，退出政壇後在家鄉成立周氏圖書館。

## 生平

### 早年
周滄淵生於1936年9月14日，籍貫為基隆市，基隆仕紳周阿乞之子，台北商職畢業，與妻子周林美玉育有3位子女。

### 進入政壇
周滄淵曾任基隆市議會第七、八屆議員。初次競選時，他以黨外人士身分參選基隆市仁愛區選區，親自揹著兩面招牌在街頭巷尾拜票，贏得市民稱讚。進入政壇後，由於他出身基隆港，便著重在交通上。如基隆的跨港道路計劃是他所規劃。
之後，周滄淵為競選基隆市2位省議員席位之一，喊出制衡的政治理念，即1席為國民黨籍民代，另1席為黨外人士民代。雖在第五屆省議員選舉落選，而後省議員選舉屢戰皆捷。1977年12月20日，周滄淵就職第六屆省議員時，是省議會自1946年省參議會以來，黨外議員最多的一次。後來省議員選舉，國民黨在基隆只提名1人，就有傳聞說保留的「禮讓」給周滄淵，以免他改選市長，增加執政黨輔選提名人的壓力。
周滄淵在省議員時期，大多以交通委員會為志願。他最為關心之議題社會福利和勞工福利，認為唯有交通發達，才能夠促使經濟繁榮，大力爭取支持大眾運輸系統設備，如南迴鐵路、竹南車站到彰化車站的鐵路雙線改建、以加火車車廂等。他曾揭露鐵路局要繳交車站公共電話的「吊掛租金」給國民黨鐡路黨部、鐵路局濫發公關票給省議會與國民黨、多處已危舊的鐵路橋。周滄淵也在省議會向連戰爭取了原臺灣教育會館的保留。
戒嚴末期，周滄淵常去黨外編聯會成員余國平在基隆市義二路開立的聽雨軒茶藝館，與王拓、康水木、蘇仁和、楊家輝、陳德生、李信志、陳志成、侯永利、魏泰弘、魏水波等人會商國是。1986年9月29日，周滄淵不懼政治壓力，與康寧祥、邱義仁、蘇貞昌、康寧祥、顏錦福、許榮淑、郭吉仁等人加入民進黨，成為民進黨創黨十八人之一。周滄淵擔任民進黨第一、第二屆的財務長期間，民進黨募款完全只能靠選民的小額捐款，周滄淵靠自己擔保出錢才找到在臺北市建國北路作黨部。
周滄淵在1992年中華民國立法委員選舉代表民進黨角逐基隆市選區的立法委員，但失敗。
1994年11月7日，經周滄淵5年爭取，省主席宋楚瑜終於批准暖暖平交道4億9000萬元的遷移案。12月19日，周滄淵卸任省議員時，創下基隆市擔任省級民代年資最高的紀錄。

### 退出政壇

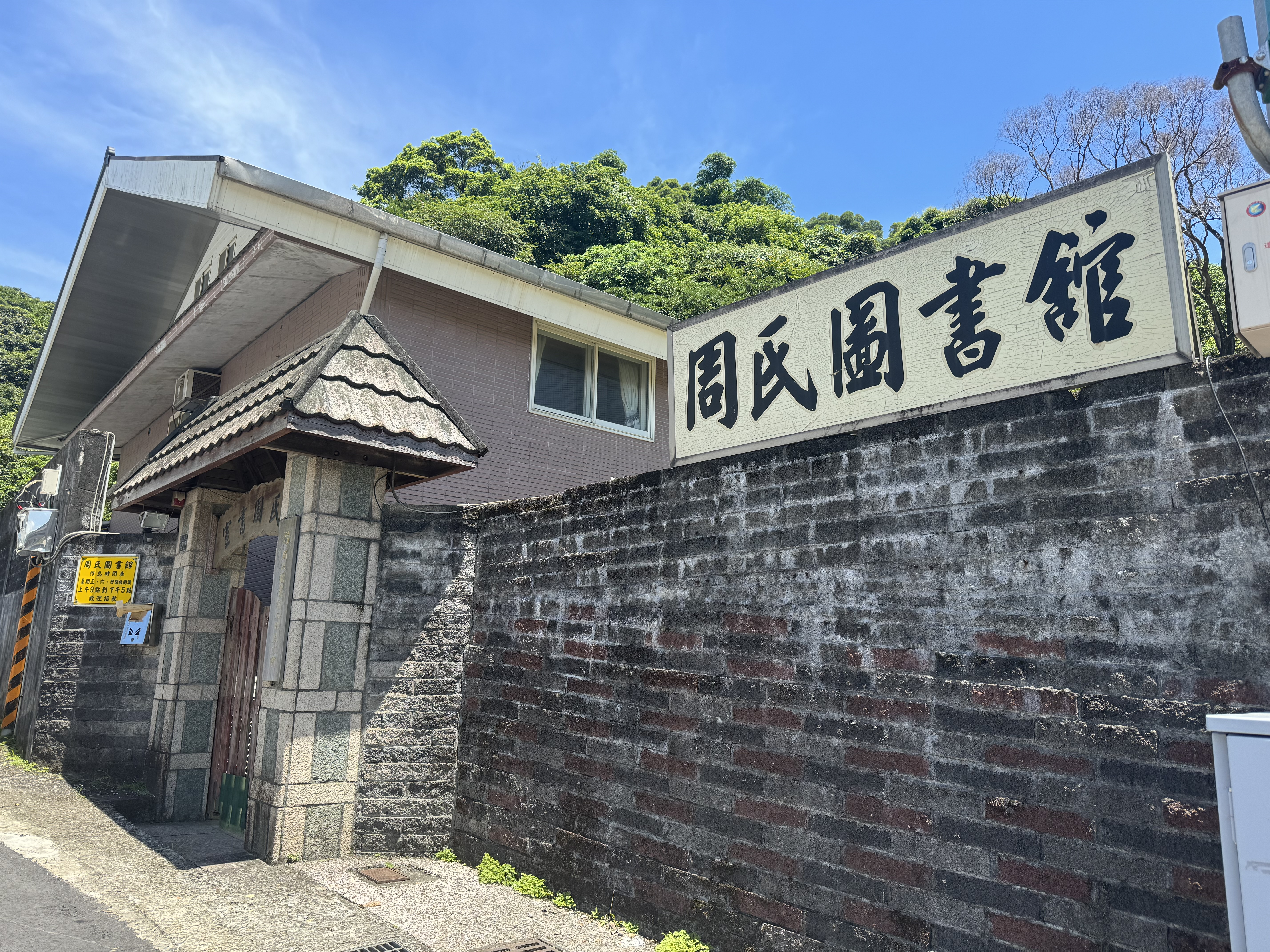
周氏圖書館

1995年5月24日，周滄淵在基隆市立綜合體育場對面、信義區正信路207號的3層樓別墅設立取名「周氏圖書館」的私人圖書館。起因是他有感於基隆市能讓看書的地方太少，於是就把向國有財產局租地、設在正信路的服務處改辦圖書館。起初除了周一休館外，其餘天都有不少學生或準備報考公職的市民前往閱讀，若遇考季，一大早門前就大排長龍。由於圖書館與市區有段距離，周滄淵本提供中午代訂便當服務，後由周滄淵妻子周林美玉為讀者烹調肉燥麵、肉燥飯、咖喱雞飯當午餐，酌收廉價的成本費。據《中國時報》退休記者陳志成回憶，他就親眼看到周滄淵會吃力揹著白米袋前來周氏圖書館作服務。
1996年11月11日，教育部公布八十五年度表揚社會教育有功團體暨個人名單，就包含周滄淵。自1997年時，周滄淵為高中職、及大專院校新生設立獎助學金，資助家境一時困難者得以順利升學。
卸任議員後，周滄淵依然對有未推動完成部份繼續爭取，如基隆市的水源、基隆港跨海大橋。2002年當全臺灣多處缺水時，《中國時報》社論就讚揚周滄淵在18年前，在省議會要求台灣自來水公司將新山水庫壩堤加高、浚深西勢水庫，而讓基隆可免除限水。地方人士為了感謝，還雕刻一尊高近1公尺、寬約40公分的周滄淵夫婦的連體上半身像。

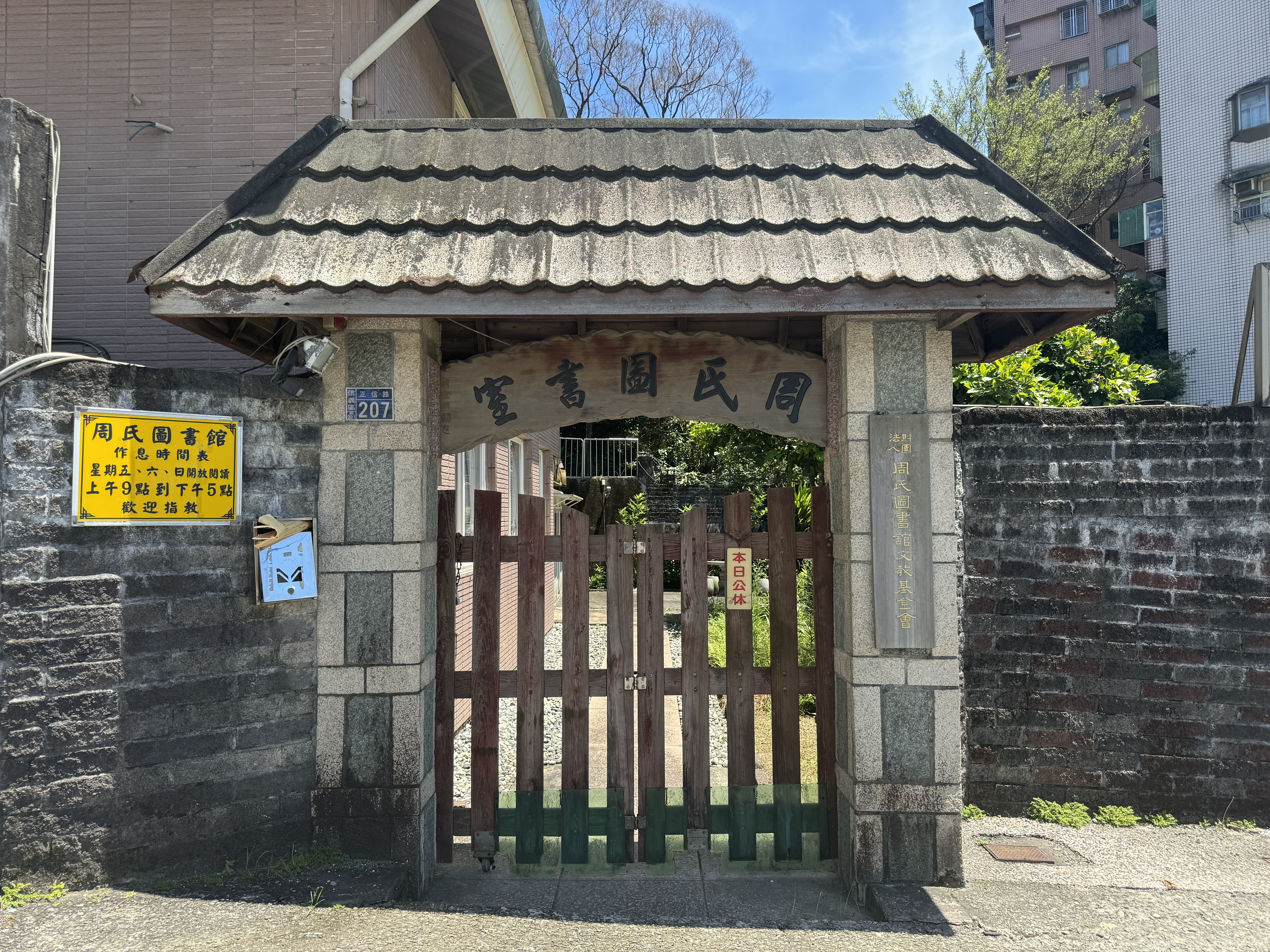
周氏圖書館入口

周氏圖書館閉館時，周滄淵會留下清理。在2006年時，周氏圖書館的水電、維護費要需新台幣50萬元。晚年時，周滄淵患有急性肝腫瘤。至2013年時，周滄淵因健康問題，縮短圖書館開放時間為每周五到周日。該年3月29日下午5點多，家人發現周滄淵倒臥在基隆市仁一路的家中，救護車到時已無呼吸心跳。家屬只在周氏圖書舘設一個簡單的靈堂，供少數知情者弔唁。